# IAAF World Athletics Tour 2007
Lo IAAF World Athletics Tour 2007 è stato il contenitore della Federazione Internazionale di Atletica leggera entro il quale si sono svolti i più importanti e prestigiosi meeting al mondo. Nel 2007 fu composto da 24 appuntamenti nei 5 continenti. La prima tappa si svolse il 2 marzo scorso a Melbourne, in Australia e il tour si concluse a metà settembre con la prova di Berlino.

## Descrizione
All'interno di questo circuito trova spazio la Golden League, che raggruppa i sei meeting più importanti della stagione (nelle città di Oslo, Parigi, Roma, Zurigo, Bruxelles e Berlino) mettendo a disposizione un consistente premio in denaro (1 milione di dollari americani) a chiunque riesca a conquistare la vittoria in una specialità in tutte e 6 le occasioni.

## Calendario
| Data         | Meeting                                     | Città              | Paese       |
| ------------ | ------------------------------------------- | ------------------ | ----------- |
| 2 marzo      | Melbourne Track Classic                     | Melbourne          | Australia   |
| 28 aprile    | Meeting international d'athlétisme de Dakar | Dakar              | Senegal     |
| 5 maggio     | Osaka Grand Prix                            | Osaka              | Giappone    |
| 11 maggio    | Qatar IAAF World Super Tour                 | Doha               | Qatar       |
| 20 maggio    | Grande Prêmio Brasil de Atletismo           | Belém              | Brasile     |
| 26 maggio    | FBK Games                                   | Hengelo            | Paesi Bassi |
| 2 giugno     | Reebok Grand Prix                           | New York City, NY  | Stati Uniti |
| 10 giugno    | Prefontaine Classic                         | Eugene, OR         | Stati Uniti |
| 15 giugno    | Bislett Games (Golden League)               | Oslo               | Norvegia    |
| 27 giugno    | Golden Spike Ostrava                        | Ostrava            | Rep. Ceca   |
| 2 luglio     | Athens Grand Prix Tsiklitiria               | Atene              | Grecia      |
| 4 luglio     | Hanžeković Memorial                         | Zagabria           | Croazia     |
| 6 luglio     | Meeting Gaz de France (Golden League)       | Parigi Saint-Denis | Francia     |
| 10 luglio    | Athletissima                                | Losanna            | Svizzera    |
| 13 luglio    | Golden Gala (Golden League)                 | Roma               | Italia      |
| 15 luglio    | British Grand Prix                          | Sheffield          | Regno Unito |
| 21 luglio    | Meeting de Atletismo Madrid                 | Madrid             | Spagna      |
| 25 luglio    | Herculis                                    | Monaco             | Monaco      |
| 3 agosto     | London Grand Prix 2007                      | Londra             | Regno Unito |
| 7 agosto     | DN Galan                                    | Stoccolma          | Svezia      |
| 7 settembre  | Weltklasse Zürich (Golden League)           | Zurigo             | Svizzera    |
| 9 settembre  | Rieti Meeting                               | Rieti              | Italia      |
| 14 settembre | Memorial Van Damme (Golden League)          | Bruxelles          | Belgio      |
| 16 settembre | ISTAF Berlin (Golden League)                | Berlino            | Germania    |